# Maries County
Maries County is een county in de Amerikaanse staat Missouri.
De county heeft een landoppervlakte van 1.367 km² en telt 8.903 inwoners (volkstelling 2000). De hoofdplaats is Vienna.